# Systasis acuta
Systasis acuta är en stekelart som först beskrevs av Etienne Laurent Joseph Hippolyte Boyer de Fonscolombe 1832.  Systasis acuta ingår i släktet Systasis och familjen puppglanssteklar. Inga underarter finns listade i Catalogue of Life.